# 上原三枝
上原 三枝（うえはら みえ、現在の本姓は野明、1971年7月1日 - ）は元スピードスケート長距離選手。

## 経歴
長野県諏訪市出身。長野県諏訪清陵高等学校を経て日本体育大学卒業。日本ニユクリア・フユエル（JNF、現在のグローバル・ニュークリア・フュエルジャパン）、エムウェーブ在籍後、現在は下諏訪町在住。
1990年の世界ジュニア選手権では、総合6位。1992年のオリンピックアルベールビル大会では、1500mで11位。1996年のワールドカップカルガリー大会では、1500mで2位、5000mで優勝を飾る。同年、スピードスケート世界選手権総合3位。
1998年の長野オリンピックでは1500m、3000m代表。同年に競技引退後は、当時の所属先の日本ニユクリア・フユエル（JNF、現在のグローバル・ニュークリア・フュエルジャパン、本社神奈川県横須賀市）で原子力発電のPA活動に従事。2003年よりエムウェーブ。退社後は長野県スポーツ推進審議会委員他。